# USS Constitution
USS Constitution é uma fragata da Marinha dos Estados Unidos, sendo o mais antigo navio de guerra ainda em serviço. O Constitution, batizado pelo presidente George Washington, foi lançado ao mar em 1797 com a missão de proteger os navios cargueiros norte-americanos que temiam a Quase-guerra, mas só ganhou destaque durante a Guerra de 1812, quando afundou cinco navios da poderosa Marinha Britânica. Voltou a navegar durante a Guerra Civil, servindo como navio-escola da Academia Naval dos Estados Unidos.

## História
Foi lançado em 1797, uma das seis fragatas originais autorizadas para construção pelo Ato Naval de 1794 e a terceira construída. O nome "Constituição" estava entre os dez nomes apresentados ao presidente George Washington pelo secretário de guerra Timothy Pickering em março de 1795 para as fragatas que seriam construídas. Joshua Humphreys projetou as fragatas para serem os navios capitais da jovem Marinha, e assim os navios irmãos eram maiores e mais fortemente armados e construídos do que as fragatas padrão do período. Foi construído no estaleiro de Edmund Hartt, no North End de Boston, Massachusetts. Seus primeiros deveres foram fornecer proteção para a marinha mercante americana durante a Quase-Guerra com a França e derrotar os piratas bárbaros na Primeira Guerra Bárbara.
Constitution é mais conhecido por suas ações durante a Guerra de 1812 contra o Reino Unido, quando capturou numerosos navios mercantes e derrotou cinco navios de guerra britânicos: HMS Guerriere, Java, Pictou, Cyane e Levant. A batalha com Guerriere lhe rendeu o apelido de "Old Ironsides" e a adoração pública que repetidamente a salvou do sucateamento. Continuou a servir como capitânia nos esquadrões do Mediterrâneo e da África, e circulou pelo mundo na década de 1840. Durante a Guerra Civil Americana, serviu como navio de treinamento para a Academia Naval dos Estados Unidos. Levou obras de arte norte-americanas e produtos industriais para a Exposição de Paris de 1878.
Constitution foi aposentado do serviço ativo em 1881 e serviu como navio receptor até ser designado navio-museu em 1907. Em 1934, completou uma turnê de três anos e 90 portos pelo país. Navegou sob para seu aniversário de 200 anos em 1997, e novamente em agosto de 2012 para comemorar o 200º aniversário de sua vitória sobre Guerriere.
A missão declarada do Constitution hoje é promover a compreensão do papel da Marinha na guerra e na paz por meio de divulgação educacional, demonstração histórica e participação ativa em eventos públicos como parte do Comando de História e Patrimônio Naval. Como é um navio da Marinha totalmente comissionado, sua tripulação de 75 oficiais e marinheiros participa de cerimônias, programas educacionais e eventos especiais, mantendo-a aberta aos visitantes durante todo o ano e oferecendo passeios gratuitos. Os oficiais e tripulantes são todos militares da ativa da Marinha, e a atribuição é considerada serviço especial. Geralmente está atracado no Pier 1 do antigo Charlestown Navy Yard, em uma extremidade da Freedom Trail de Boston.

## Galeria

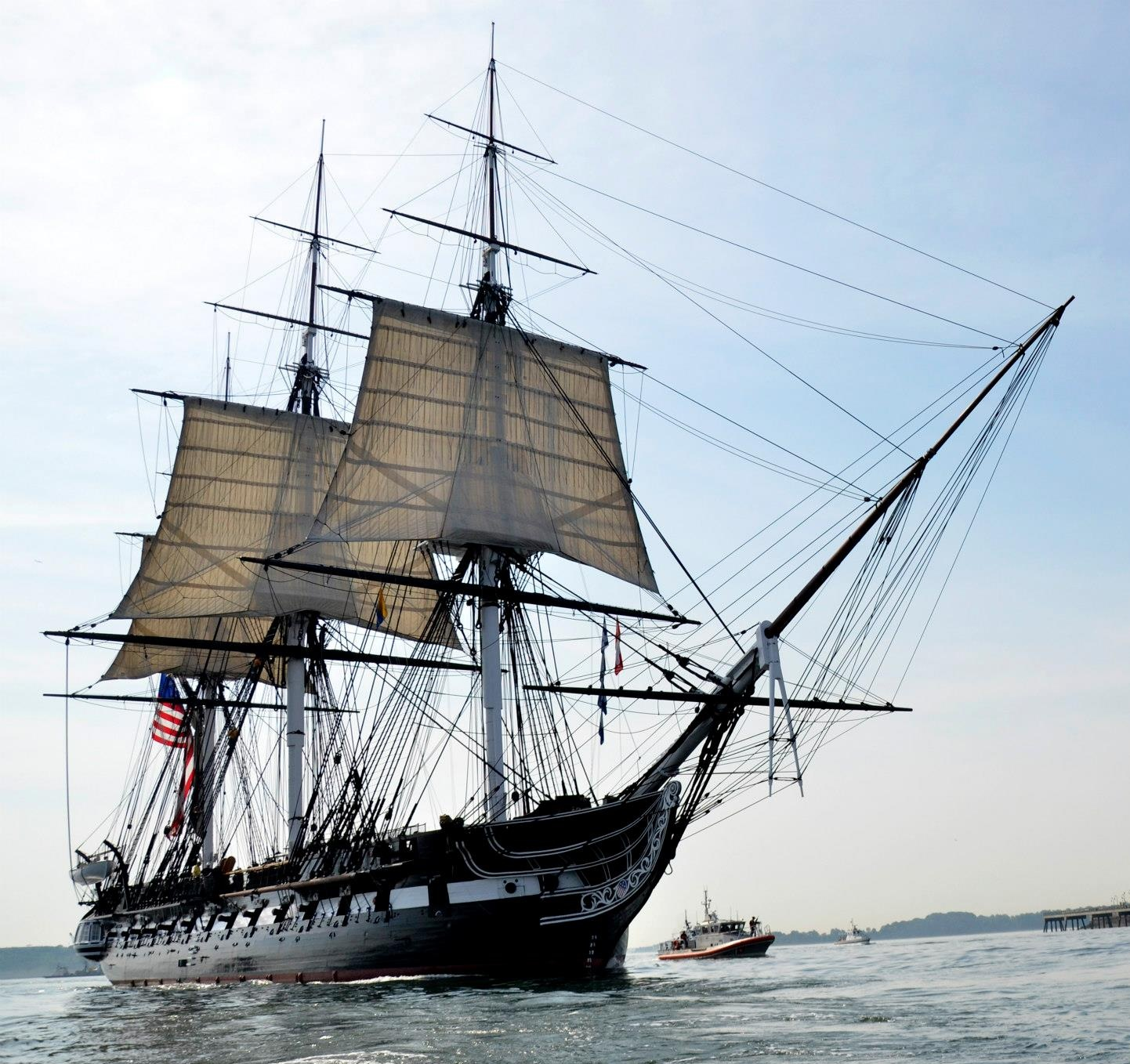
USS Constitution
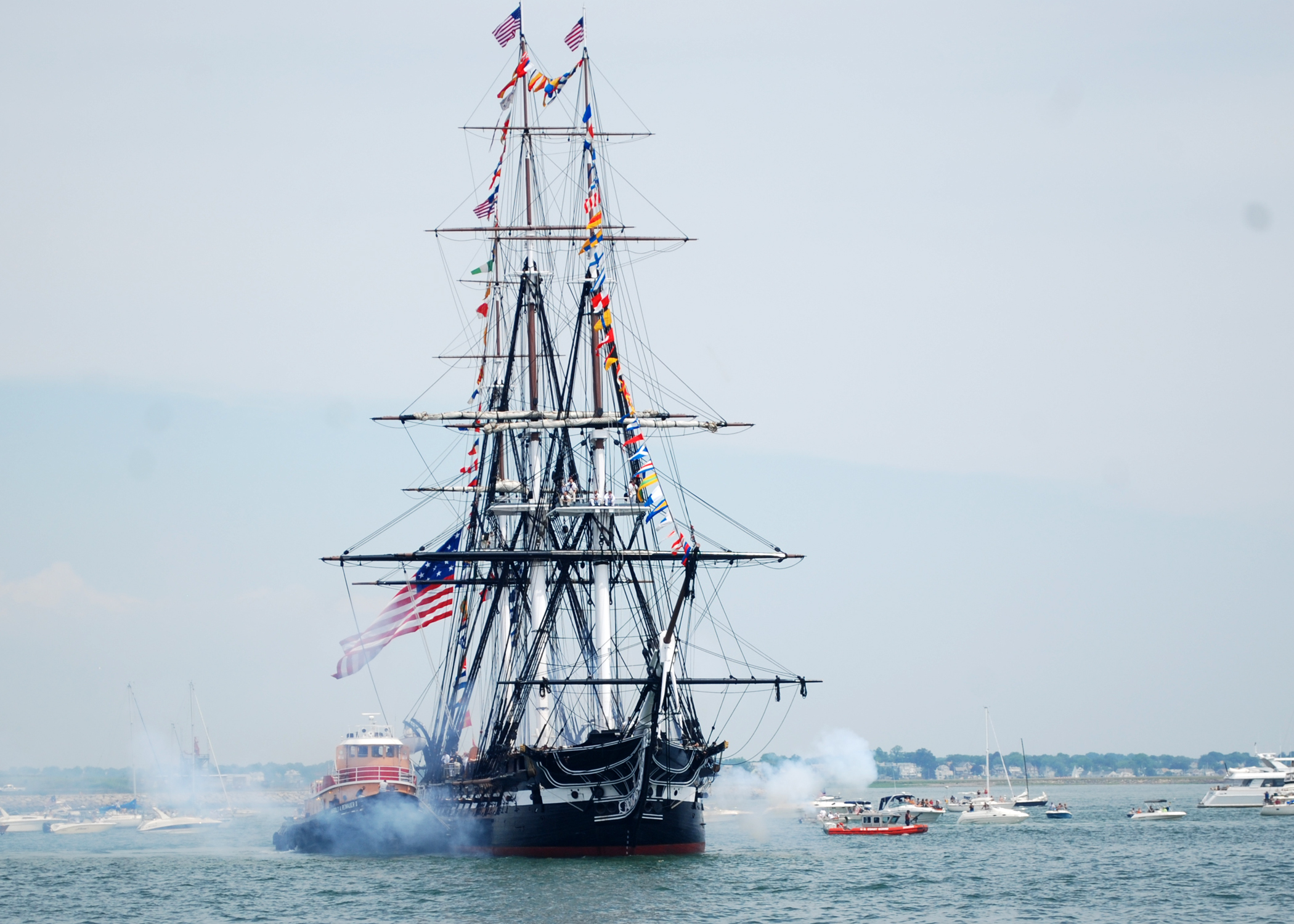
Constitution dispara uma saudação de 21 tiros em direção ao Forte da Independência
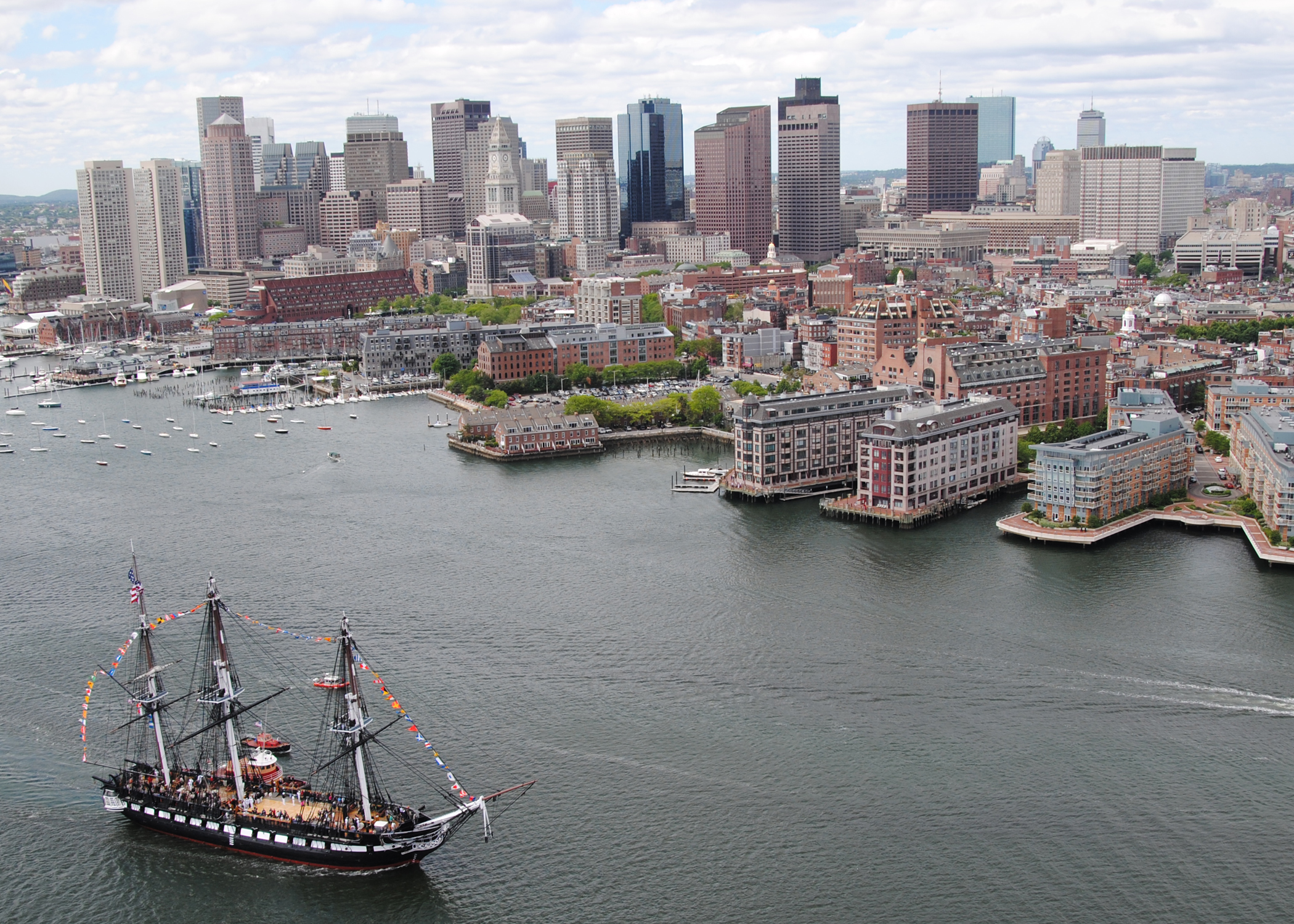
Constitution navega para o Boston Harbor
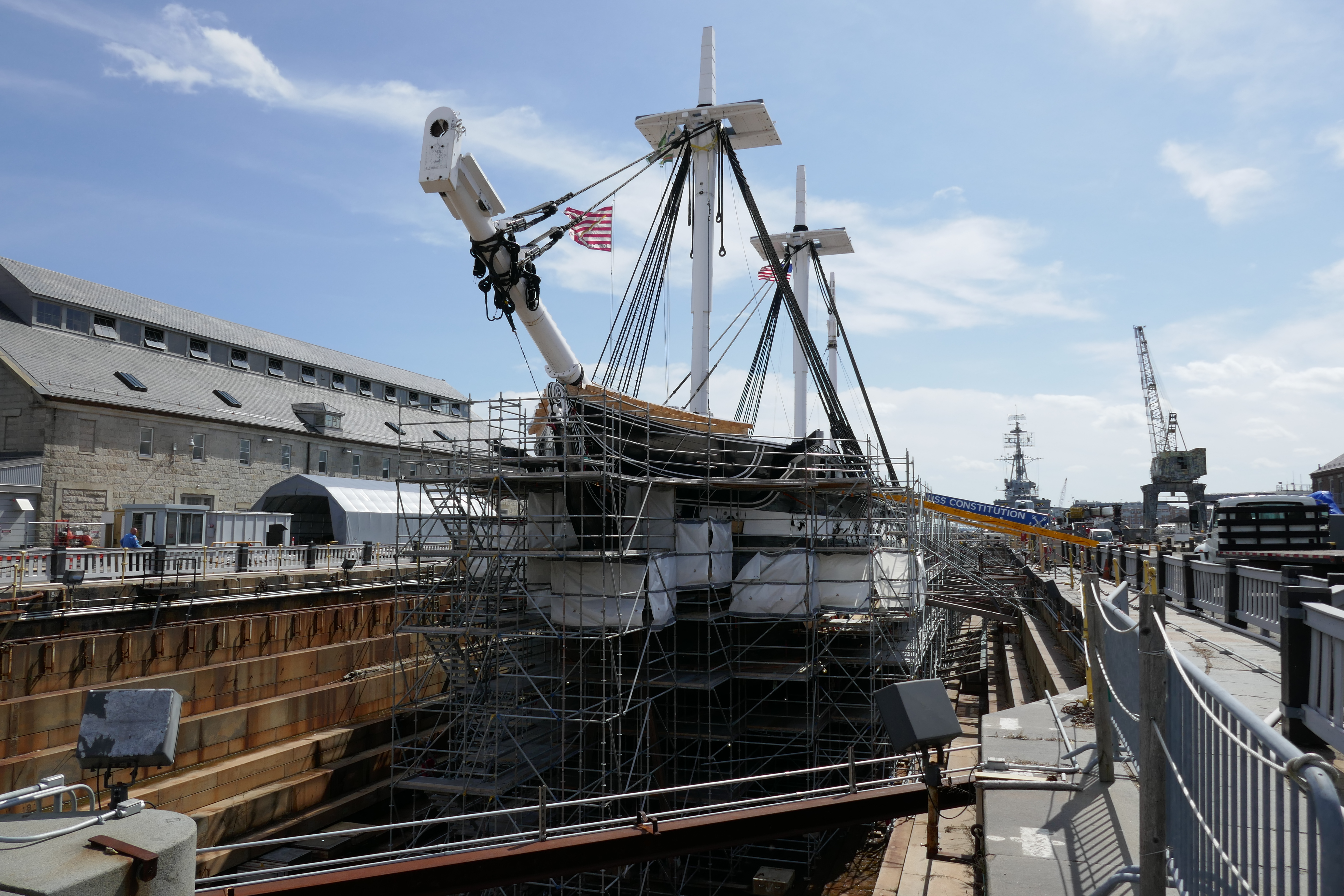
USS Constitution em doca seca para obras de restauração em 2016
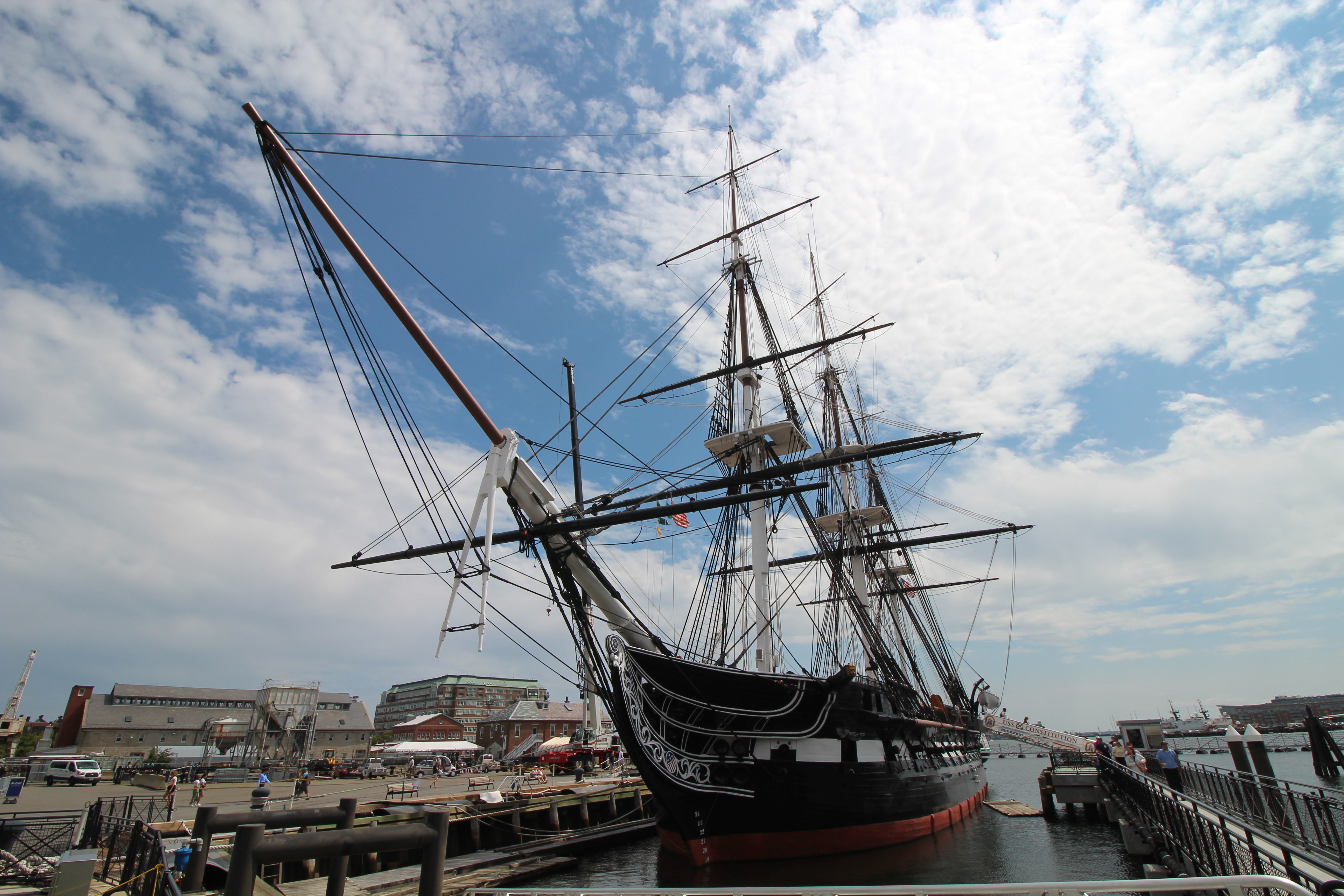
USS Constitution em doca seca para obras de restauração em 2016
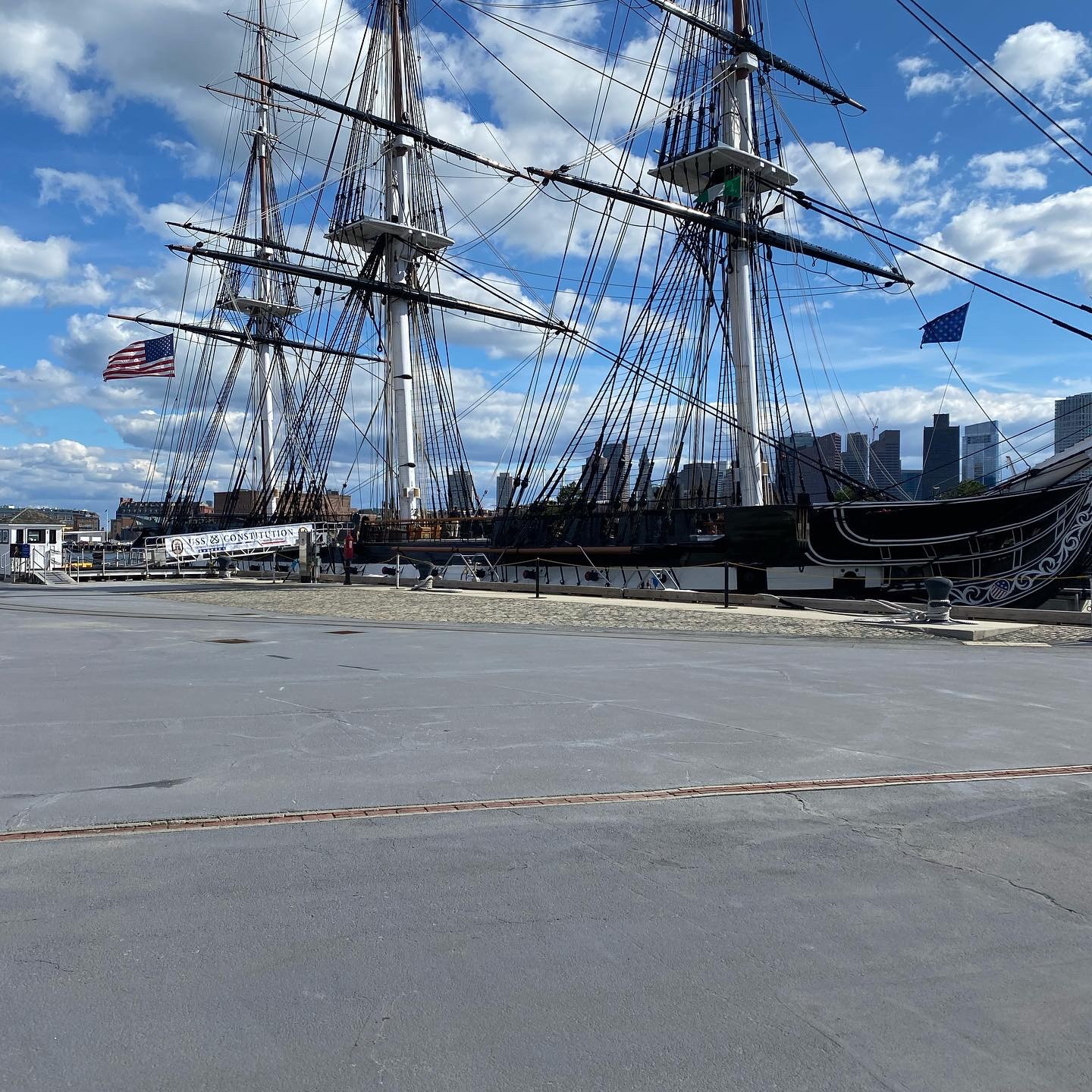
USS Constitution atracou em abril de 2022 com o horizonte de Boston ao fundo
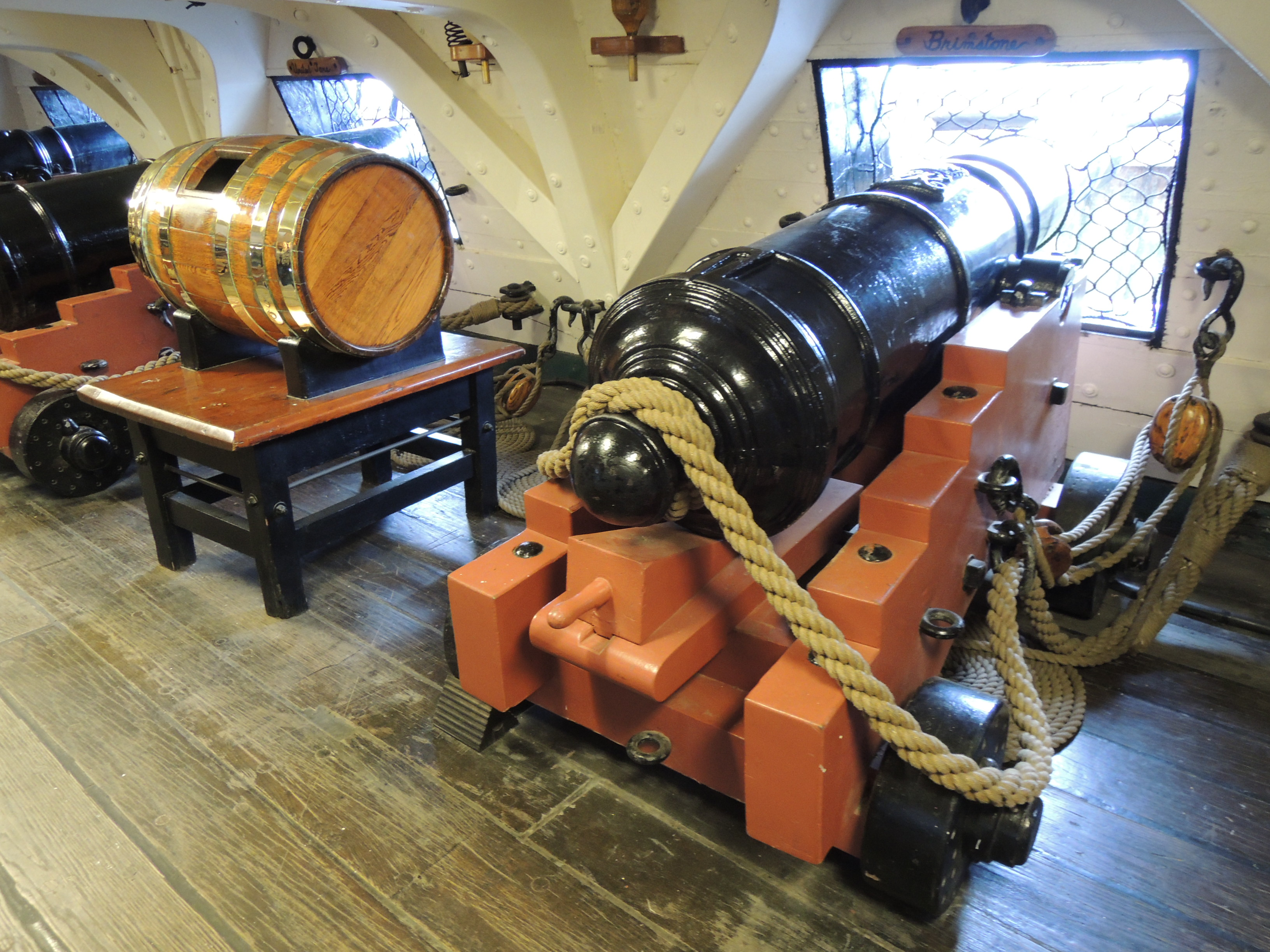
Um dos canhões a bordo da Constitution
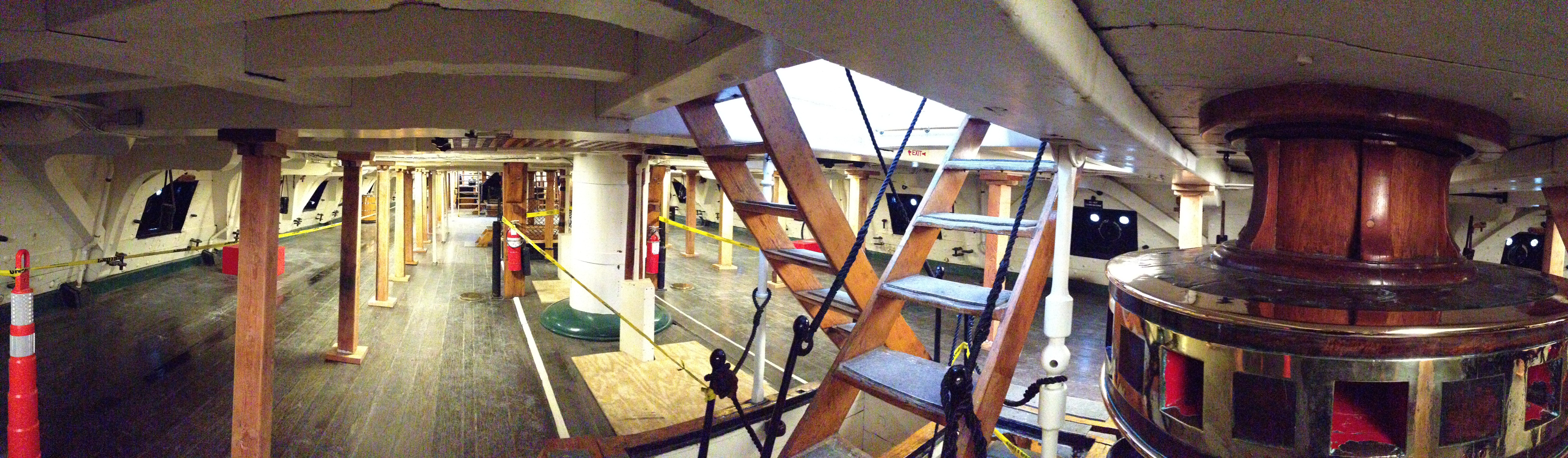
Por dentro da Constitution em 2015
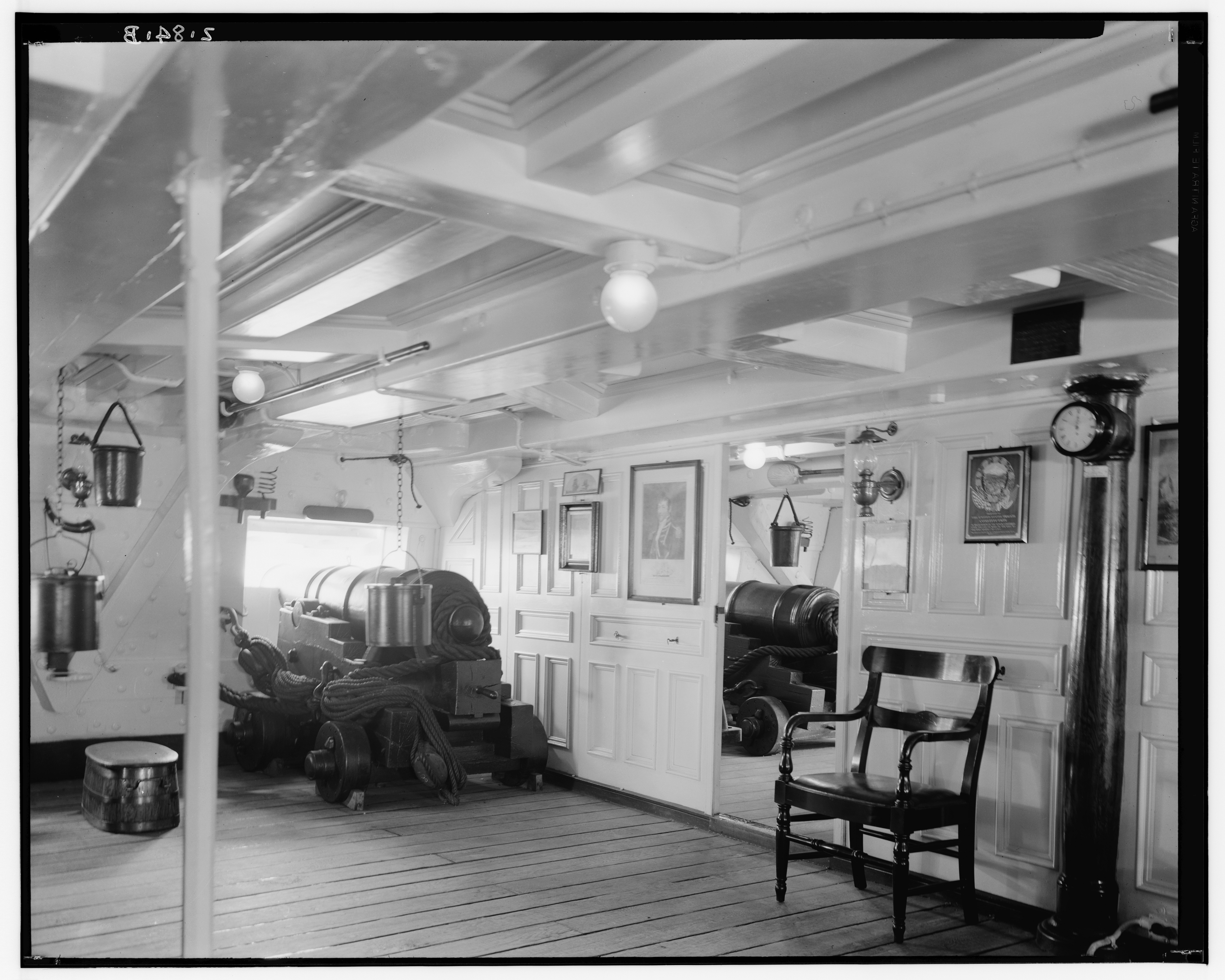
Cabine dianteira do Comodoro (histórico)